# Юцкий сельсовет
Ю́цкий сельсове́т — упразднённое муниципальное образование в составе Предгорного района Ставропольского края России.
Административный центр — село Юца.

## Символика
Герб и флаг Юцкого сельсовета утверждены 18 декабря 2003 года и 31 октября 2006 года внесены в Государственный геральдический регистр (герб под № 2528, флаг под № 2529):69.
Описание герба: «В лазоревом поле щита — серебряный волнистый вилообразный крест в правильном положении, сопровождаемый по трём сторонам золотыми пятилучевыми звёздами»:69.
Композиция герба отражает местоположение административного центра сельсовета у слияния рек Юцы и Джуцы, символом которого является вилообразный крест. Три звезды символизируют три населённых пункта сельсовета: сёла Юца, Садовое и хутор Новая Пролетарка. Кроме того, они «ассоциируются с горой Джуца, у которой берут начало реки»:69.
Флаг составлен на основе герба и воспроизводит его композицию «в горизонтальном положении с той лишь разницей, что крест на полотнище не волнистый, а ровный»:69.
Описание флага: «Прямоугольное полотнище синего цвета с отношением ширины к длине 2:3. Полотнище разделено вилообразным крестом белого цвета, она из сторон которого расположена по горизонтальной оси полотнища, а две других разветвляются от центра к углам полотнища у древка (ширины сторон креста 1/4 ширины полотнища). В центре каждой из синих частей полотнища — по одной пятиконечной звезде жёлтого цвета».
Символика муниципального образования разработана художником И. Л. Проститовым:69.

## География
Юцкий сельсовет граничит с Кабардино-Балкарией, с городами Пятигорск и Ессентуки. А также с Ессентукским и Этокским сельсоветами Ставропольского края.

## История
В 1934 году к городу Ессентуки был присоединен Юцкий сельсовет. Ессентуки становится горрайоном с подчинением Исполкому Краевого Совета депутатов трудящихся Северо-Кавказского крайисполкома.
В 1939 году указами Президиума Верховного Совета РСФСР Юцкий сельсовет был выведен из состава Ессентукского горрайона и передан в состав сельской местности Пятигорска.
26 июля 1989 года село Привольное Юцкого сельсовета Предгорного района передано в административно-территориальное подчинение Пятигорского горсовета.
С 16 марта 2020 года в соответствии с Законом Ставропольского края от 31 января 2020 г. № 12-кз все муниципальные образования Предгорного муниципального района были преобразованы путём их объединения в единое муниципальное образование Предгорный муниципальный округ.

## Население
| 1989    | 2002    | 2010    | 2011    | 2012    | 2013    | 2014    |
| ------- | ------- | ------- | ------- | ------- | ------- | ------- |
| 8840    | ↗10 485 | ↗11 896 | ↗11 899 | ↗11 952 | ↗12 012 | ↗12 063 |
| 2015    | 2016    | 2017    | 2018    | 2019    | 2020    |         |
| ↗12 064 | ↗12 074 | ↗12 095 | ↗12 110 | ↗12 225 | ↘12 194 |         |

### Национальный состав
По итогам переписи населения 2010 года проживали следующие национальности (национальности менее 1 %, см. в сноске к строке "Другие"):
| Национальность | Численность | Процент |
| -------------- | ----------- | ------- |
| Русские        | 8529        | 71,70   |
| Армяне         | 2165        | 18,20   |
| Греки          | 135         | 1,13    |
| Украинцы       | 126         | 1,06    |
| Другие         | 941         | 7,91    |
| Итого          | 11 896      | 100,00  |

## Состав сельского поселения
| № | Населённый пункт | Тип населённого пункта       | Население |
| - | ---------------- | ---------------------------- | --------- |
| 1 | Новая Пролетарка | хутор                        | ↗1135     |
| 2 | Садовое          | село                         | ↘1545     |
| 3 | Юца              | село, административный центр | ↗9736     |

## Экономика
- Особая экономическая зона туристско-рекреационного типа «Гранд Спа Юца» создана в соответствии с Постановлением № 71 Правительства Российской Федерации от 3 февраля 2007 года на территории Ставропольского края. С декабря 2012 года Туристско-рекреационная особая экономическая зона «Гранд Спа Юца» Ставропольского края включена в Северокавказский туристический кластер, которым управляет ОАО «Курорты Северного Кавказа»[24]